# Feliksów (gromada)
Feliksów (od 31 XII 1959 Kożuszki) – dawna gromada, czyli najmniejsza jednostka podziału terytorialnego Polskiej Rzeczypospolitej Ludowej w latach 1954–1972.
Gromady, z gromadzkimi radami narodowymi (GRN) jako organami władzy najniższego stopnia na wsi, funkcjonowały od reformy reorganizującej administrację wiejską przeprowadzonej jesienią 1954 do momentu ich zniesienia z dniem 1 stycznia 1973, tym samym wypierając organizację gminną w latach 1954–1972.
Gromadę Feliksów z siedzibą GRN w Feliksowie utworzono – jako jedną z 8759 gromad na obszarze Polski – w powiecie sochaczewskim w woj. warszawskim, na mocy uchwały nr VI/10/4/54 WRN w Warszawie z dnia 5 października 1954. W skład jednostki weszły obszary dotychczasowych gromad Bogdaniec, Chrzczany, Feliksów, Janaszówek, Kożuszki Kolonia, Kożuszki Parcele, Wyjazd, Wymysłów i Zosin ze zniesionej gminy Chodaków w tymże powiecie. Dla gromady ustalono 12 członków gromadzkiej rady narodowej.
31 grudnia 1959 gromadę Feliksów zniesiono przenosząc siedzibę GRN z Feliksowa do Kożuszek i zmieniając nazwę jednostki na gromada Kożuszki.